# 순고생물학

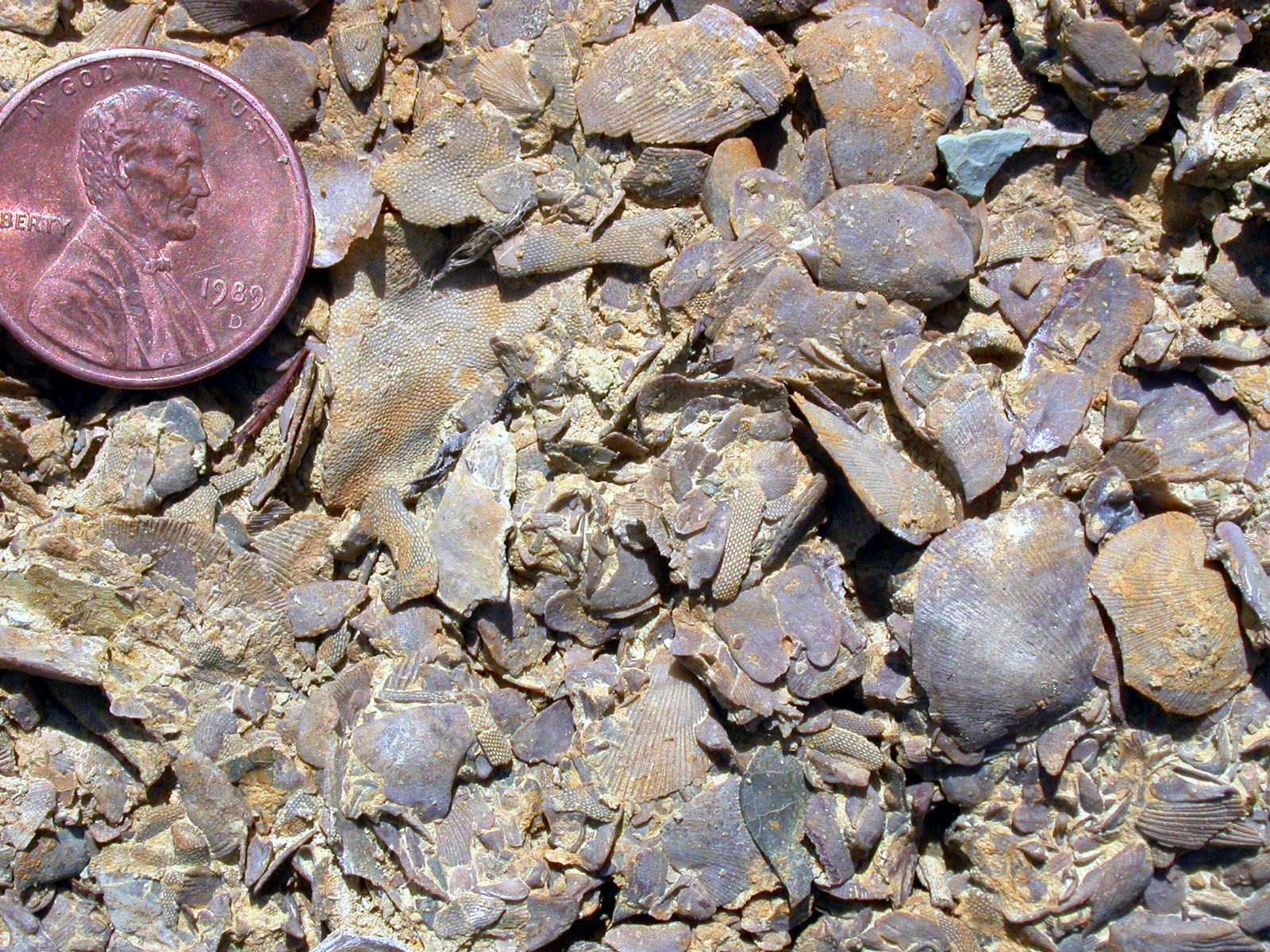
오르도비스기 석회암의 완족동물과 태형동물, 미네소타 남부

순고생물학(Paleobiology)은 지구과학과 생명과학에 걸쳐 있는 방법과 발견을 결합하는 학제간 연구 분야이다. 이 분야의 연구자를 순고생물학자라고 한다.
순고생물학은 고생물학 분야와 밀접하게 관련되어 있지만, 후자는 주로 화석 기록의 연구와 분류학적 분류에 초점을 맞추는 반면, 순고생물학은 지구 생명진화사의 더 넓은 생태학적, 진화적, 지질학적 관점을 통합한다. 또한 현대 생물권과 암석권 사이의 동시대 상호 작용에 더 초점을 맞추는 지구생물학과 혼동되어서는 안 된다.
순고생물학 연구는 현재의 생물군집과 수백만 년 된 화석 증거에 대한 생물학적 현장 조사를 사용하여 분자 진화 및 생명진화사에 대한 평행 및 질문에 답한다. 이 과학적 탐구에서 거대화석, 미화석 및 생흔화석이 일반적으로 분석된다. 그러나 21세기 생화학적 분석 DNA 및 RNA 샘플은 계통수의 생체측정학적 구축과 마찬가지로 많은 가능성을 제공한다.

## 중요 연구 분야
- 고식물학은 순고생물학의 원리와 방법을 식물상, 특히 육상 식물, 그리고 균계와 바닷말에도 적용한다. 고균학, 고조류학 및 연륜연대학도 참조한다.
- 고동물학은 순고생물학의 방법과 원리를 사용하여 동물상, 즉 척추동물과 무척추동물을 이해한다. 척추동물 고생물학 및 무척추동물 고생물학, 고어류학, 고곤충학, 고조류학 및 고인류학도 참조한다.
- 미화석학은 순고생물학적 원리와 방법을 고세균, 세균, 원생생물 및 현미경적 꽃가루/포자에 적용한다. 미화석 및 화분학도 참조한다.
- 고바이러스학은 순고생물학적 시간 척도에서 바이러스의 진화사를 조사한다.
- 생화학은 유기화학의 방법과 원리를 사용하여 분자생물학적 수준의 고대 생명체의 증거, 즉 미세 및 거시 수준을 탐지하고 분석한다.
- 고생태학은 선사 시대 생명체를 더 잘 이해하기 위해 과거 생태계, 고기후학, 고지리학을 조사한다.
- 태포노미는 화석화된 유기체의 동물행동학, 죽음 및 자연 환경에 대한 통찰력을 얻기 위해 개별 유기체의 사후 기록(예: 부패 및 분해)을 분석한다.
- 생흔학은 고대 유기체가 남긴 동물 발자국, 생물침식, 흔적, 굴, 인상 및 기타 생흔화석을 분석하여 그들의 행동과 생태학에 대한 통찰력을 얻는다.
- 층서학적 순고생물학은 지질 시대의 장기적인 세속적인 변화와 층서학의 (단기적인) 층별 변화를 유기체 특성과 행동에서 연구한다. 층서학, 퇴적암 및 지질 시대도 참조한다.
- 진화 발생학은 생명진화사에서 성장과 발달의 양식과 궤적의 진화적 측면을 조사한다. 멸종된 계통군과 현존하는 분류군 모두에 해당한다. 적응 방산, 분지학, 진화생물학, 발생생물학 및 계통수도 참조한다.

## 순고생물학자
현대 순고생물학의 창시자 또는 "아버지"는 빈 대학교에서 교육받은 헝가리 과학자 프란츠 노프차 남작(1877-1933)이었다. 그는 처음 이 분야를 "고생리학"이라고 명명했다.
그러나 순고생물학이라는 단어를 만든 공로는 찰스 슈허트 교수에게 돌아가야 한다. 그는 "전통적인 고생물학을 지질학과 동위원소 화학의 증거 및 통찰력과 결합한" "광범위한 새로운 과학"을 시작하기 위해 1904년에 이 용어를 제안했다.
반면에 스미스소니언의 모험가인 찰스 둘리틀 월컷은 "선캄브리아 시대 순고생물학의 창시자"로 인용되었다. 중기 캄브리아기 버제스 셰일 동물 화석 발견자로 가장 잘 알려져 있지만, 1883년에 이 미국 큐레이터는 "과학에 알려진 최초의 선캄브리아 시대 화석 세포"인 당시 크립토준 조류로 알려진 스트로마톨라이트 암초를 발견했다. 1899년 그는 선캄브리아 시대 조류 식물성 플랑크톤인 최초의 아크리타르카 화석 세포를 발견했으며, 이를 추아리아(Chuaria)라고 명명했다. 마지막으로 1914년에 월컷은 선캄브리아 시대 자주색 세균에 속하는 "아주 작은 세포와 세포와 같은 몸체의 사슬"을 보고했다.
후기의 20세기 순고생물학자들은 또한 시생누대 및 원생누대의 미화석을 발견하는 데 두드러지게 참여했다. 1954년 스탠리 타일러와 엘소 바곤은 건플린트 처트 화석 지점에서 21억 년 된 남세균과 균계와 유사한 미세식물상을 설명했다. 11년 후, 바곤과 J. 윌리엄 쇼프는 중앙 오스트레일리아의 아마데우스 분지 비터 스프링스 지점에서 미세하게 보존된 선캄브리아 시대 미세식물상을 보고했다.
1993년, 쇼프는 웨스턴오스트레일리아주 북서부 필바라 크레이턴 마블 바의 35억 년 된 아펙스 처트 지점에서 O2를 생성하는 남세균을 발견했다. 따라서 순고생물학자들은 마침내 선캄브리아 시대의 "산소 대재앙"의 기원에 집중하고 있었다.
21세기 초반, 순고생물학자 안잘리 고스와미와 토마스 할리데이는 중생대와 신생대(2억 9900만 년에서 1만 2000년 전) 포유류 형태의 진화를 연구했다. 또한 그들은 백악기 대멸종(1억 4500만 년에서 6600만 년 전)의 끝과 그 여파 근처에서 생명체의 형태학적 차이와 빠른 진화 속도를 발견하고 연구했다.

## 순고생물학 저널
- 액타 팔레온톨로지카 폴로니카
- Biology and Geology
- 역사 생물학
- PALAIOS
- 고지리학, 고기후학, 고생태학
- 고생물학 (저널)
- 고해양학 (저널)

## 일반 언론의 순고생물학
이 주제에 대해 일반 대중을 위해 작성된 책은 다음과 같다.
- The Rise and Reign of the Mammals: A New History, from the Shadow of the Dinosaurs[8] 스티브 브루사트 저
- 아더랜드: 지구의 멸종된 세계를 통한 여행[9] 토마스 할리데이 저
- Introduction to Paleobiology and the Fossil Record – 2020년 4월 22일, 마이클 J. 벤튼(저자), 데이비드 A. T. 하퍼(저자)

## 같이 보기
- 생물학의 역사
- 고생물학사
- 무척추동물 고동물학의 역사
- 분자 고생물학
- 박물학
- 일반적으로 화석화된 무척추동물의 분류
- 무척추동물 고생물학 개론